# Juan Pizarro
Juan Pizarro Alonso (Trujillo, 1511 – Cusco, 1536) fu uno dei primi conquistatori del Perù.
Agli ordini del fratello, il più noto Francisco Pizarro, partecipò alla conquista dell'impero degli Inca, fin dalle primissime fasi, in qualità di cavaliere. Audace e coraggioso, grazie alle sue doti militari, riuscì a raggiungere le più alte cariche nella emergente colonia, ma la sua giovane età ed una naturale sconsideratezza dimostrarono la sua incapacità a giostrarsi in altri mestieri che non fossero quello delle armi.

## Origini
In realtà Juan era fratellastro di Francisco perché entrambi avevano un padre comune, il famoso veterano delle campagne d'Italia, il "Coronel" Gonzalo Pizarro Rodriguez de Aguilar, ma le loro madri erano diverse.

Quella di Francisco si chiamava Francisca Gonzáles, quella di Juan, Maria Alonso e nessuna delle due era maritata con il padre dei due futuri conquistadores che, comunque, erano stati riconosciuti, dal loro genitore, e portavano il nome di Pizarro.
Juan si recò nelle Indie, nel 1530, al seguito del fratello maggiore quando questi, sollecitato dalla Corona, si recò nel suo paese natale per reclutare volontari. Assieme a lui partirono altri due suoi fratelli: Hernando, il maggiore, l'unico figlio legittimo del prolifico genitore comune e un altro, più giovane, di nome Gonzalo, figlio, però, di una madre ancora diversa.

In realtà, assieme a loro partì anche un altro fratello di Francisco Pizarro, Martín de Alcantara, ma costui, che era figlio della stessa madre di Francisco, non aveva alcuna parentela con Juan e gli altri Pizarro.

## Carriera nelle Indie
Juan Pizarro era un giovane combattente orgoglioso e temerario e la parentela col fratello Francisco gli permise di partecipare alla spedizione nel territorio del Perù con le mansioni e le prerogative di cavaliere. Nell'attacco agli Inca, nella piazza di Cajamarca, si trovò a fianco di Francisco e si gettò sul signore di Chinca che procedeva, su una lettiga, a fianco del suo sovrano, mentre il capitano puntò su Atahuallpa.
Nella ripartizione del riscatto ricevette 407 marchi d'argento e 11.100 pesos de oro, la quarta ricompensa, in ordine di grandezza, dopo quella del comandante Pizarro e quelle dei suoi luogotenenti, Hernando Pizarro e Hernando de Soto.
Dopo la presa del Cuzco, Juan Pizarro si distinse ancora per le sue qualità belliche e partecipò alla maggior parte delle azioni di repressione contro gli Inca. Fu sempre ostile a Almagro e, in più di un'occasione, solo l'intervento di suo fratello, il Governatore, riuscì ad evitare che, tra i due, si passasse a vie di fatto. Quando Almagro si recò nelle regioni del Cile, per tentare una conquista autonoma, Juan Pizarro restò al Cuzco, assieme al fratello Gonzalo per reggere la città in attesa del ritorno di Hernando che si era recato in Spagna con l'oro della Corona.
In quell'occasione si rivelò la parte peggiore della natura dei fratelli più giovani dei Pizarro. Arroganti ed aggressivi non tennero in alcun conto la maestà dell'Inca Manco che si divertivano a sbeffeggiare in ogni maniera. I loro atteggiamenti irresponsabili assunsero, col tempo, la postura di una vera e propria persecuzione. L'Inca venne fatto oggetto di richieste, sempre crescenti, di oro o preziosi e, ogniqualvolta non riuscì a far fronte a queste esazioni, gli vennero arrecati oltraggi odiosi.
Si giunse a violentare le sue mogli, ad orinargli addosso e a smoccolargli delle candele sul naso. Per meglio irriderlo, fu messo in catene e esposto alla berlina nel mezzo della piazza principale. 
Hernando Pizarro, al suo rientro dalla Spagna, fece cessare, immediatamente, queste pratiche detestabili, ma era ormai troppo tardi per riguadagnare la fiducia di Manco che, infatti, di lì a poco, diede inizio alla ribellione della sua gente.

## Morte
Con l'inizio delle ostilità, Juan Pizarro ritrovò il suo elemento naturale e si gettò nei combattimenti con la foga che lo aveva sempre distinto.
In più riprese si segnalò per il suo valore e fu lui che si incaricò di provvedere alla conquista della fortezza di Sacsayhuamán, malgrado, il giorno precedente, avesse riportato una ferita alla mascella che lo faceva soffrire.

L'attacco riuscì, ma solo in parte e non fu risolutivo. Gli indios, infatti, persero le prime linee delle fortificazioni, ma mantennero le loro posizioni occupando fortemente delle pusterle ben munite. Era il tramonto e tutto avrebbe potuto essere rimandato all'indomani, ma Juan Pizarro volle tentare un ultimo assalto. A testa nuda, in quanto per la ferita non poteva calzare l'elmo, diresse un'ultima carica, ma colpito al capo, sotto la pusterla, da una grossa pietra, stramazzò al suolo. Fu subito ricondotto al Cuzco, ma era evidente che, per lui, non c'era nulla da fare. Sopravvisse ancora una quindicina di giorni, patendo un'agonia dolorosa. Fece in tempo a stilare un testamento, in cui riconosceva suo fratello Gonzalo quale erede e nel quale disconosceva la paternità di una bimbetta che gli era nata da una India sua concubina.
Suo fratello Hernando, rispettò il testamento, ma provvide personalmente alla nipotina disconosciuta la cui fisionomia rivelava i caratteri della negata paternità.